# Greek Theatre
Le Greek Theatre, est un amphithéâtre moderne d'une capacité de 5 870 places accueillant des spectacles à Los Angeles en Californie

## Présentation
C'est un théâtre ouvert, il se situe au 2700 North Vermont Avenue, à Hollywood, en Californie.

## Événements
- Neil Diamond enregistre en 1972 l'album, Moods.
- Harry Belafonte enregistre en 1964 l'album Belafonte at the Greek Theatre.
- Le groupe Earth, Wind and Fire enregistre Illumination en 2005.
- Le film American Trip avec Russell Brand en 2010 est filmé au théâtre.
- Le théâtre apparaît dans le jeu vidéo Grand Theft Auto V (2013) sous le nom de Sisyphus Theatre.
- Charles Aznavour en concert le 13 septembre 2014
- Certaines scènes du film A Star Is Born y sont tournées en mai 2017